# Макаровка (Нижнекамский район)
Мака́ровка — деревня в Нижнекамском районе Татарстана, входит в Макаровское сельское поселение.
Расположена на реке Уратьма в 40 км к югу от Нижнекамска и в 18 км к западу от Заинска. Через деревню проходит местная автодорога Заинск — Шереметьевка.

## Население
Численность населения — 47 человек (преимущественно русские).
Историческая численность населения: в 1858 г. — 447 чел., в 1870 г. — 556, в 1897 г. — 961, в 1913 г. — 1190, в 1920 г. — 1224, в 1926 г. — 759, в 1938 г. — 646, в 1949 г. — 398, в 1958 г. — 172, в 1970 г. — 212, в 1979 г. — 119, в 1989 г. — 68 чел., в 2002 г. — 54 чел..

## История
Основана в XVIII веке и была известна как деревня Иркуперь. В 1834 году стала именоваться Макаровка.
Местные жители занимались земледелием, разведением скота, пчеловодством. До 1920 года относилась к Токмакской волости Мензелинского уезда Уфимской губернии. В 1920 году вошла в Мензелинский кантон Татарской АССР, в 1922 году — в Челнинский кантон республики.
С 10 августа 1930 года в составе Шереметьевского / Нижнекамского района (за исключением периода 1 февраля 1963 — 11 января 1965 года, когда район был упразднён и входил в состав Челнинского района).